# Saint-Lô Agglomération
Saint-Lô Agglomération est une ancienne communauté d'agglomération française, située dans le département de la Manche en région Basse-Normandie.

## Historique
À l'origine de cette structure intercommunale se trouve le district urbain de l’agglomération saint-loise, créé par un arrêté préféctoral le 1er octobre 1963. Ses compétences et son périmètre furent élargies, à plusieurs reprises (1er janvier 1994 : adhésion des communes de La Barre-de-Semilly, La Luzerne et Sainte-Suzanne-sur-Vire).
Ce district urbain s'est transformé, le 1er janvier 2002, en communauté de communes de l'agglomération saint-loise. Celle-ci a été rejointe, le 1er janvier 2006, par les communes de Pont-Hébert, La Meauffe et Rampan, qui avaient formé, du 28 décembre 1992 au 31 décembre 2005, la communauté de communes des bords de Vire.
La création d'une communauté d'agglomération fut envisagée afin de renforcer les liens entre les communes de l'agglomération de Saint-Lô et les compétences de la communauté. Or, la création d'une telle structure ne pouvait se faire que si la population cumulée des communes membres dépassait 50 000 habitants. Des discussions furent donc menées avec la communauté de communes du canton de Marigny et la communauté de communes du canton de Torigni-sur-Vire pour rejoindre la communauté saint-loise. Toutefois, une réforme législative abaissa ce seuil à 30 000 pour les communautés comprenant la commune chef-lieu de département.
Ainsi, la communauté de communes de l'agglomération saint-loise a disparu, le 27 décembre 2010, pour donner naissance à la communauté d'agglomération Saint-Lô Agglomération le 1er janvier 2011,.
Au 1er janvier 2014, la communauté de communes du canton de Marigny, la communauté de communes du canton de Tessy-sur-Vire, la communauté de communes du canton de Torigni-sur-Vire, la communauté de communes de l'Elle, la communauté de communes de la région de Daye et la communauté d'agglomération Saint-Lô Agglomération fusionnent. L'établissement public de coopération intercommunale ainsi formé prend, cette fois officiellement, le nom de Saint-Lô Agglo et intègre la commune de Domjean.

## Composition
La communauté d'agglomération Saint-Lô Agglomération regroupait onze communes (les neuf communes des cantons de Saint-Lô — Ouest et Est —, une du canton de Saint-Clair-sur-l'Elle et une du canton de Saint-Jean-de-Daye).
| Nom                     | Entité de l’unité urbaine de Saint-Lô | Entité de l’aire urbaine de Saint-Lô | Date d’adhésion  | Nombre de délégués | Canton                           |
| ----------------------- | ------------------------------------- | ------------------------------------ | ---------------- | ------------------ | -------------------------------- |
| Agneaux                 | Oui                                   | Oui                                  | 1er janvier 2011 |                    | Canton de Saint-Lô-Ouest         |
| La Barre-de-Semilly     | Non                                   | Oui                                  | 1er janvier 2011 |                    | Canton de Saint-Lô-Est           |
| Baudre                  | Non                                   | Oui                                  | 1er janvier 2011 |                    | Canton de Saint-Lô-Est           |
| La Luzerne              | Non                                   | Oui                                  | 1er janvier 2011 |                    | Canton de Saint-Lô-Est           |
| La Meauffe              | Non                                   | Oui                                  | 1er janvier 2011 |                    | Canton de Saint-Clair-sur-l'Elle |
| Le Mesnil-Rouxelin      | Non                                   | Oui                                  | 1er janvier 2011 |                    | Canton de Saint-Lô-Ouest         |
| Pont-Hébert             | Non                                   | Oui                                  | 1er janvier 2011 |                    | Canton de Saint-Jean-de-Daye     |
| Rampan                  | Non                                   | Oui                                  | 1er janvier 2011 |                    | Canton de Saint-Lô-Ouest         |
| Saint-Georges-Montcocq  | Oui                                   | Oui                                  | 1er janvier 2011 |                    | Canton de Saint-Lô-Ouest         |
| Saint-Lô                | Oui                                   | Oui                                  | 1er janvier 2011 |                    | Canton de Saint-Lô-Ouest et Est  |
| Sainte-Suzanne-sur-Vire | Non                                   | Oui                                  | 1er janvier 2011 |                    | Canton de Saint-Lô-Est           |

## Administration

### Présidence
| Période          | Période          | Identité        | Étiquette | Qualité                                                     |
| ---------------- | ---------------- | --------------- | --------- | ----------------------------------------------------------- |
| 1er janvier 2011 | 31 décembre 2013 | François Digard | UMP       | Maire de Saint-Lô et conseiller régional de Basse-Normandie |

### Conseil communautaire
La communauté d'agglomération était administrée par le conseil de communauté, composé de conseillers, élus pour ans par les conseils municipaux des communes.
Les sièges étaient répartis selon l'importance de la population.

## Démographie
Elle s'étendait sur 91,21 km2, pour une population municipale de 29 593 habitants en 2011 soit 324,45 hab./km2.

## Compétences
- Aménagement de l'espace :
  - participation à l’élaboration, au suivi et à la révision du schéma de cohérence territoriale,
  - participation aux instances du pays,
  - participation à l’élaboration des plans locaux d’urbanisme et des cartes communales des communes membres
  - constitution des réserves foncières pour la réalisation d’opérations d’intérêt communautaire,
  - exercice du droit de préemption urbain en lieu et place des communes,
  - aménagement de nouvelles zones d’habitat, ZAC ou lotissement, d’intérêt communautaire,
  - consultation sur toutes autorisations liées au droit des sols ayant une incidence sur les équipements de la compétence de la communauté, en particulier l’alimentation en eau potable, la collecte et le traitement des eaux usées.
- Actions de développement économique
  - animation et promotion,
  - aménagement et gestion des zones d’activités et pépinières d’entreprise,
  - immobilier d’entreprises,
  - constitution et gestion d’équipements économiques d’intérêt communautaire.
- protection et mise en valeur de l'environnement
  - réseaux d’eau potable, pluviale et destinée à l’assainissement
  - service de l’assainissement,
  - construction et entretien des réseaux d’eaux pluviales,
  - études pour la protection et la mise en valeur du patrimoine naturel et architectural,
  - gestion des ressources en eau sur le bassin versant de la Vire,
  - service de la surveillance de la qualité de l’air.
- Tourisme
  - mise en valeur touristique du territoire communautaire,
  - création d’un office de tourisme communautaire pour l’accueil et l’information,
  - entretien du chemin de halage et des chemins de randonnée
- Ordures ménagères (collecte et traitement)
- Habitat et cadre de vie
  - mise en place et suivi d’une politique du logement, notamment du logement social, en vue d’assurer l’équilibre social de l’habitat sur le territoire communautaire,
  - actions, par des opérations d’intérêt communautaires, en faveur du logement des personnes défavorisées,
  - élaboration d’une programmation pluri-annuelle du logement (logement social, accession à la propriété et réhabilitation),
  - centre de secours contre l’incendie, la communauté de communes se substituant de plein droit au district,
  - accueil des gens du voyage,
  - aménagement et gestion d’une fourrière animale,
  - contrôle et entretien des poteaux et des bouches d’incendie
- Voirie (aménagement et entretien des voiries d’intérêt communautaire)
- Équipements communautaires
  - construction, entretien et gestion d’équipements sportifs, sociaux et culturels communautaires
  - gestion de l'abattoir
  - réseau de transport urbain
- Promotion et développement de l'enseignement supérieur
- Secours et lutte contre les incendies

## Finances

### Imposition
La communauté d'agglomération gérait la taxe d'habitation ( % en 2007), la taxe foncière sur les propriétés bâties ( %) et non bâties ( %), et la taxe professionnelle ( %) et la taxe professionnelle de zone sur les zones d'activité ( %), ainsi que la taxe d'enlèvement des ordures ménagères ( %).